# Balthasar Moretus

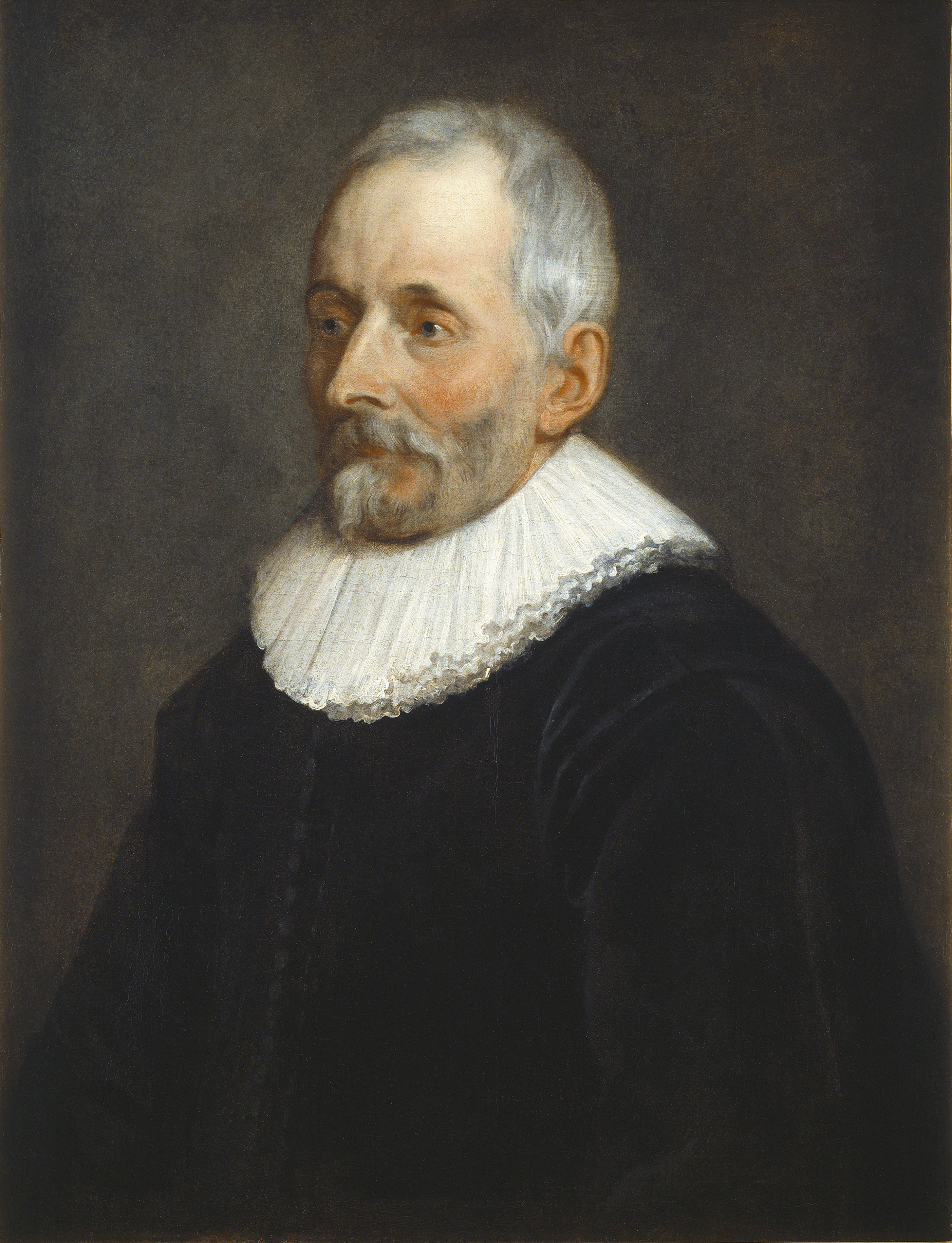
Thomas Willeboirts Bosschaert, Retrato de Balthasar Moretus, óleo sobre lienzo, 66,3 x 50,9 cm, Museum Plantin Moretus.

Balthasar I Moretus (Amberes, 23 de julio de 1574-8 de julio de 1641), impresor flamenco, dirigió la Officina Plantiniana desde 1610 hasta su muerte. 
Hijo segundo de Jan Moretus y nieto de Cristóbal Plantino, afectado de parálisis desde su nacimiento, estudió latín en la escuela establecida en la catedral de Amberes y en 1592 en la Universidad de Lovaina con Justus Lipsius. En 1610, a la muerte de su padre, siguiendo sus disposiciones testamentarias que establecían la indivisibilidad de la imprenta y de acuerdo con su madre, Martina Plantin, los hermanos se hicieron cargo conjuntamente de su dirección, pero la temprana muerte de Jan II, en 1618, dejó la responsabilidad enteramente en manos de Balthasar. Merced a sus buenas relaciones con España y al lucrativo negocio de la exportación de libros litúrgicos, como adalid de la Contrarreforma, pero también por la calidad de sus impresiones, Balthasar encabezó una etapa de gran prosperidad para el negocio. Al prestigio de sus publicaciones contribuyó la colaboración de destacados eruditos y artistas, destacando entre estos la aportación de Rubens, amigo de la infancia, con el que había coincidido en las lecciones de latín, que le proporcionó dibujos para portadas y diseñó la marca de impresor.